# 河北彩伽
河北 彩伽（かわきた さいか、1999年〈平成11年〉4月24日 - ）は、日本のAV女優、歌手。千葉県出身。マインズ所属。旧芸名は河北 彩花。歌手活動時は萌名。

## 経歴

### デビューから最初の引退まで
2018年4月、『新人NO.1STYLE 河北彩花AVデビュー』でデビュー。キャッチコピーは「ぶっちぎり透明感の王道美少女」。
同年6月、東京スポーツ掲載AV売上ランキング1位（デビュー第1作）及び4位（デビュー第2作）。
FANZAビデオ動画 2018年 年間 作品ランキング1位を獲得するほか、3作品がベスト10入り。

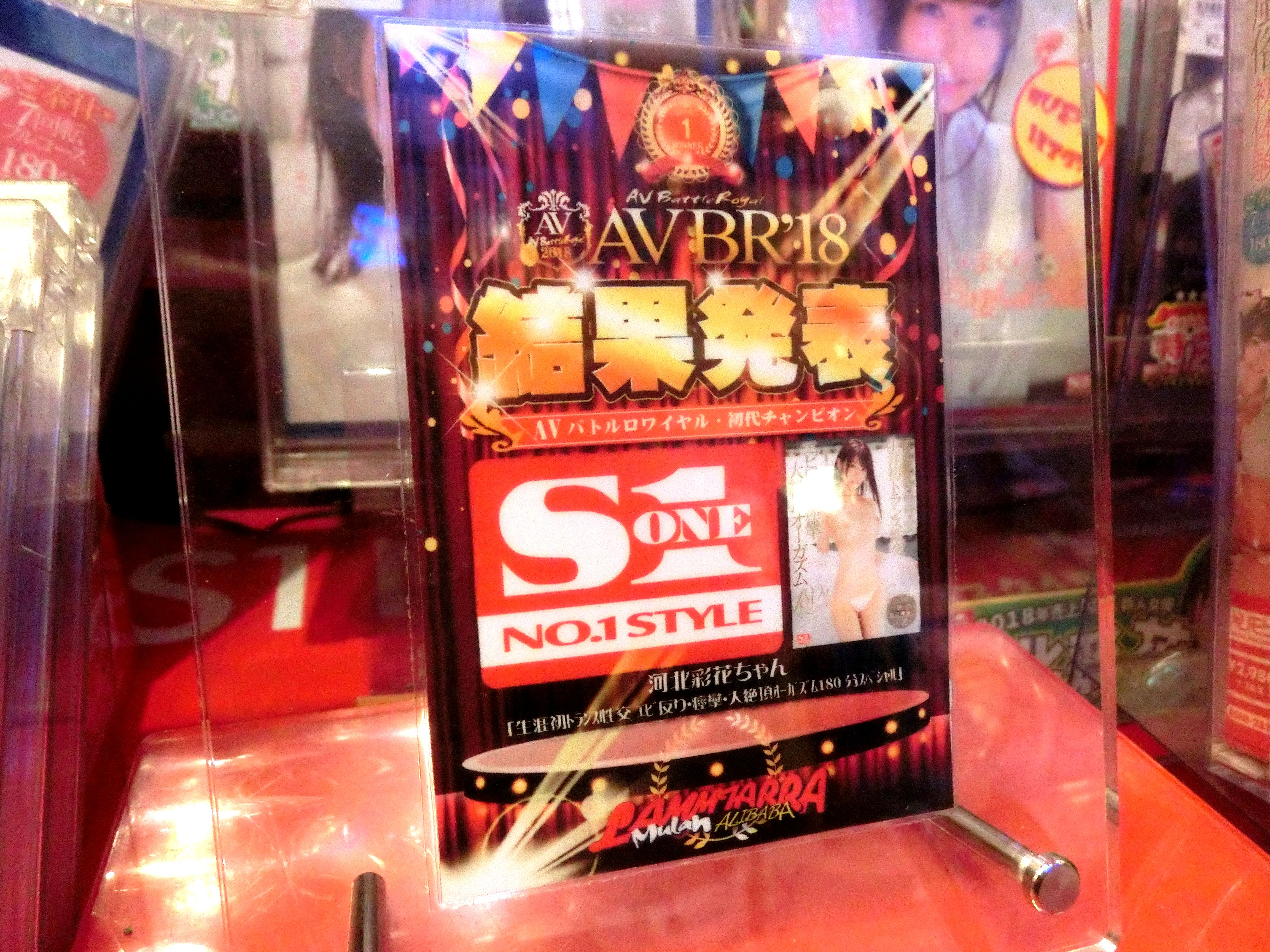
AVBR'18 受賞記念盾

『河北彩花 生涯初トランス性交 エビ反り・痙攣・大絶頂オーガズム180分スペシャル』にてラムタラグループ主催AVバトルロイヤル2018受賞。
2019年5月12日、FANZAアダルトアワード2019で『新人NO.1STYLE 河北彩花AVデビュー』が動画部門及びレンタル部門で作品賞2冠を獲得。
2019年3月のベスト盤を最後に新作の発売が止まっており、2019年10月には、香港の媒体『東方日報』で「惜しまれて引退したAV女優五傑」（AV研究所調べ）であると報道された。のちに引退に至った理由を「知り合いにばれてしまった」からだと明かしている。

### 復帰
2021年6月18日、月刊FANZAが同年8月号の表紙を公開し、AV女優復帰を発表。復帰作は7月19日発売。既存作品のディレクターズカット版も発売する。光文社『FLASH』2021年8月17日・24日合併号にて、雑誌グラビアを初の撮りおろし掲載（撮影は田川雄一）。また同号で発表された「読者300人が選んだFLASH 2021セクシー女優ランキング」読者投票13位。
復帰作である『河北彩花 Re:start!』が2021年のエスワンにおいて最も売れた作品となり、このほかにもFANZA通販フロアランキングでは10月18日週、25日週と連続1位を記録。また12月の『週刊プレイボーイ』誌で『週プレアダルトアワード2021』最優秀女優賞を受賞。光文社『FLASH』発表の2021年セクシー女優ランキング第1位。『月刊FANZA』発表2021年下半期AV女優ランキング1位。同このAV女優がすごい!2021年冬・女優編第1位と各賞、ランキングを総なめにした。
2022年5月に発表された『アサヒ芸能』「2022現役AV女優SEXY総選挙」で第11位。FANZA発表2022年上半期AV女優ランキング1位。同年の上半期作品ランキングでは上位10作品中5作品が河北の作品となった。
2022年7月28日、東京・三軒茶屋グレープフルーツムーン「月で逢いましょうvol.49」にて歌手として初登壇。アンコールを含む9曲を歌唱した。
2022年9月度FANZA通販フロア月間AV女優ランキング1位。同年11月14日週、11月21日週FANZA通販フロアランキングにて、『裸神 河北彩花』がイメージビデオながら初登場1位および2週連続1位を記録した。同年12月、徳間書店『アサヒ芸能』主催「アサ芸AV大賞2022」アサ芸グラビア賞受賞。
2022年12月、アサヒ芸能発表「2022AV年間セールスランキング」で『シン・交わる体液、濃厚セックス』が1位を獲得し、前年の復帰作に続き2連覇。また集計期間中の10作品すべてがトップ30入り。FANZA調べでは2021年7月の復帰以来2021年下半期から2022下半期まで3期連続で女優別売上ランキング1位を獲得しており、月刊FANZA編集長の大木テングーは「入れ替わりの激しいAV界にて、これがどれくらいの偉業か」と評した。
2023年5月に発表された『アサヒ芸能』「2023現役AV女優SEXY総選挙」第4位。高齢層からの票が伸び悩んだものの、前年から着実に票を伸ばし、紗倉まな、三上悠亜、葵つかさといったレジェンド女優に食い込んだ。

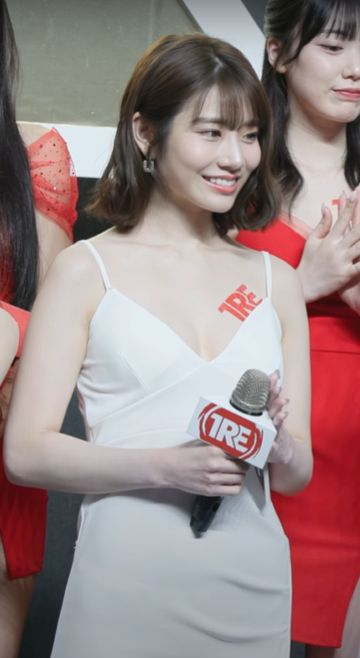
TRE 台北國際成人展（2023年撮影）

2023年6月15日、約1年ぶりに東京・三軒茶屋グレープフルーツムーンにて歌唱ライブを開催。思い入れがあるという西野カナ『My Place』を含む9曲を歌唱した。
2023年10月13日には、台湾のニューメディアクリエイターの祭典「走鐘獎」（ウォーク・ベル・ジョン・アワード）のプレゼンターとして登壇。
2023年12月18日週FANZA通販フロアランキングにて、AV作品『盗撮 河北彩花 』が初登場2位を記録。イメージビデオ作品『姫様の休日 河北彩花』が初登場1位というAVとイメージ作品でのワンツーフィニッシュとなった。FANZA通販フロア12月度月間女優ランキング1位。
2023年も売り上げは変わらず高水準を維持し、同年1月、および2月度、8月度、11月度のFANZA通販フロア月間AV女優ランキングで1位を記録した。『アサヒ芸能』発表「2023年 年間AVセールスランキング」では3連覇こそ逃したものの、売り上げ年間3位となった『出張先で軽蔑している中年セクハラ上司と～』を筆頭に、集計対象10作品が35位以内にランクインした。FANZA発表の2023年年間AV女優ランキングでは2位を記録。
2024年1月30日から2月4日まで、モデルとして参加したデジタル写真集シリーズ「Count Sheep」「#Escape」「#LadyMary」「とられち」の合同写真展『360° -フィクションとリアル-』が東京・渋谷ルデコにて開催。開催前日には同写真展のレセプションが行われ、同じくモデルを務めた葵いぶき、石原希望、うんぱい、miru、古川ほのか、未歩なな、桃園怜奈と共に出席した。
2024年1月度、続く2月度のFANZA通販フロア月間AV女優ランキング1位を記録。FANZA動画フロア2024年2月度月間AV女優ランキングでは2位を記録。
2024年2月16日から3月15日まで開催の『FANZA 5周年キャンペーン』のキャンペーンガールにmiru、石川澪、宮下玲奈、七ツ森りり、うんぱいと共に就任。
2024年3月6日、芸名を河北彩花から河北彩伽に改名すると共に所属事務所をクルーズグループからマインズに移籍することを公式SNSで発表した。
2024年3月13日から3月27日まで、MAGNET by SHIBUYA109で開催される写真展「WINK of LIFE」のモデルとして、石川澪、七ツ森りり、miru、宮下玲奈、うんぱいと共に選出。河北彩花の撮影はCHITOが手掛け、撮影された写真はライフスタイルファッション誌「anan（アンアン）」にて3月19日発売号の「誌上写真展」にも掲載された。
2024年4月発売『アサヒ芸能』発表「2024現役AV女優セクシー総選挙」において初の総合1位を獲得。同誌総選挙企画では吉沢明歩から数えて歴代4人目の総合1位。前回からの間に地上波出演なども果たしたが、歴代女優と比べほぼ本業だけの活動で1位となったのは快挙となった。
2024年4月23日から5月17日まで開催のFANZAのキャンペーン企画『GW大感謝祭2024』のキャンペーンガールに石原希望、未歩なな、九野ひなの、北野未奈と共に就任。FANZA通販フロア2024年4月度月間AV女優ランキング1位となる。
2024年4月29日週FANZA通販フロア週間AVランキングにおいて、『1発の射精では満足できないくらい 官能的で貪欲なセックスをー。 河北彩花』が4位となる。FANZA通販フロア2024年5月度月間AV女優ランキングにおいて、2位にランクイン。
2024年5月には日台合作の主演映画撮影が決定しクランクインした。
FANZA通販フロア2024年6月度女優ランキングでは2か月ぶりに1位に返り咲いた。続くFANZA通販フロア7月度。8月度、9月度ランキングでも1位。

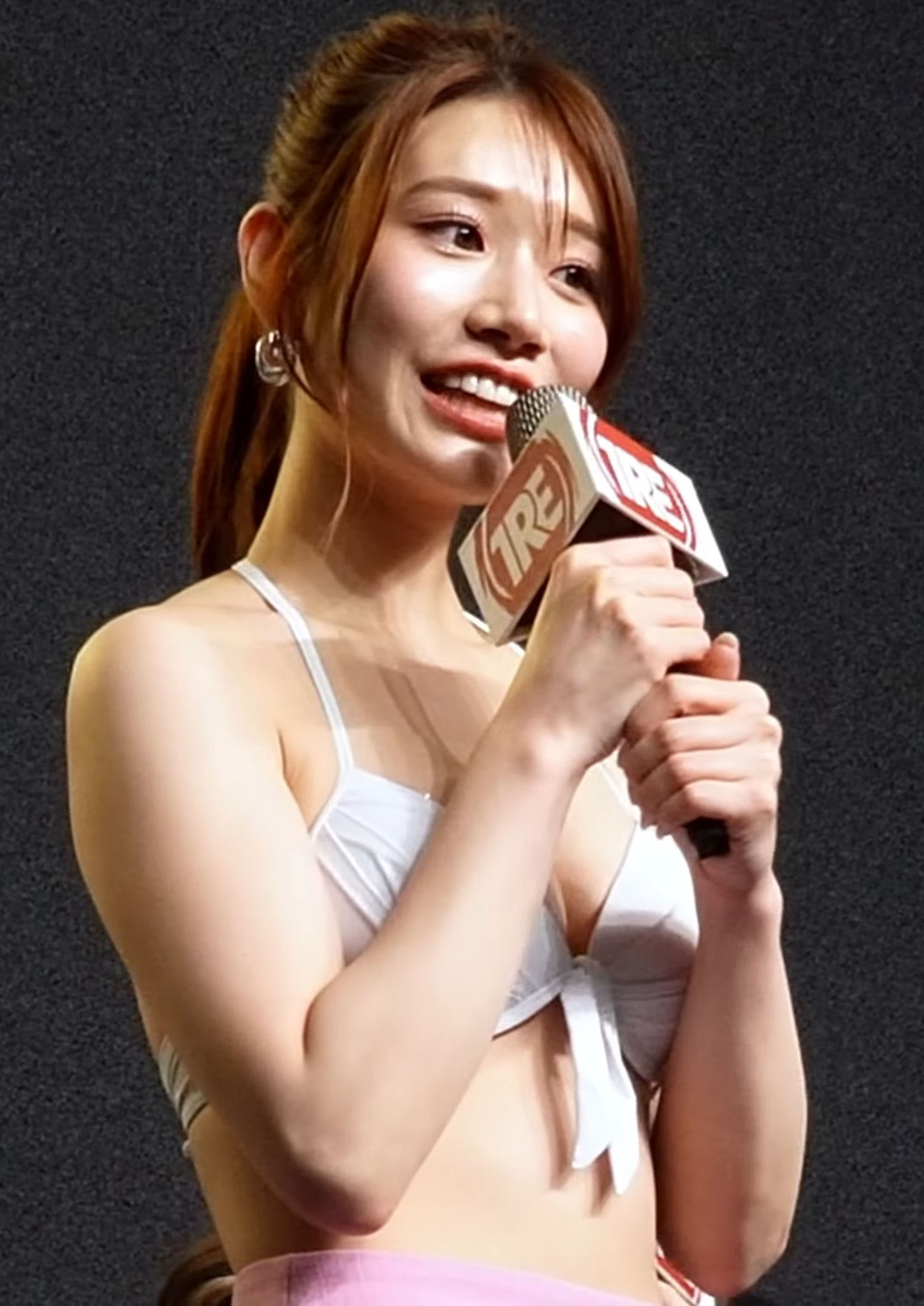
TRE台北國際成人展（2024年撮影）

2024年8月には台湾・TRE台北国際成人展に登壇。「台湾で人気No.1を誇る」と報道された。
2024年10月19日、東京・秋葉原の書泉ブックタワーにて、改名後初となる写真集『うたかたの花』の発売記念イベントを開催。FANZA通販フロア2024年10月度月間女優ランキングは2位となった。
2024年11月4日週FANZA通販フロアランキングにて、出演した『S1 PRECIOUS GIRLS 2024 オールスター24名大集合ハーレムアイランドSpecial』が初登場1位にランクイン。11月11日週では同作が1位。DVD版も3位ランクイン。また11月18日週FANZA通販フロアランキングでは『生徒を魅了し沼らせる魔性の水泳部顧問 河北彩伽』が初登場2位に、イメージビデオ『伽の花 河北彩伽』（Aircontrol）が初登場1位にランクインと再びワンツーフィニッシュを記録。FANZA通販フロア2024年11月度月間女優ランキングでは1位に返り咲いた。12月ランキングでも1位。同年12月24日、光文社『FLASH』が独自集計した「FLASHセクシー女優ランキング2024」でこそ3位を記録したものの、ジーオーティー『月刊FANZA』2025年4月号で発表された「FANZA2024年下半期女優ランキング」で1位と、絶対女王の地位を揺るぎないものとした。
2025年1月14日から19日まで、4作目の写真集『うたかたの花』（撮影：桑島智輝）の未公開カットを展示した写真展『うたかたの花』を東京・渋谷 ギャラリー・ルデコにて開催。同写真展で展示する写真の構成は河北彩伽自らが手掛けた。同年2月にアサ芸シークレット読者1000名アンケートで発表された「ファンと選ぶ最も好きなセクシー女優ベスト50」第1位。
2025年2月12日、萌名名義で『ずっと一緒に』で配信歌手デビュー。3月26日にCD発売。楽曲プロデュースはMANABOONと為岡そのみが行い、作詞は為岡と萌名の共作となった。
同年5月3日、埼玉で行われた「TREND GIRLS撮影会2025」に浴衣姿で参加した。この時期のインタビューでは「『河北彩伽』として一番になることが私のゴールじゃなかった」と述べており、萌名名義でのラジオ出演、企業とのコラボ商品企画「萌名プロジェクト」、「TREND GIRLS×萌名浴衣フェス アジアツアー」など『萌名』としての活動を増やしている。

## 人物
- 趣味は映画鑑賞、ミュージカル鑑賞[2]。
- 特技は道を覚えること。一度行った道は覚えており、記憶力には自信がある[76][77]。
- 童顔、身長169cm[78]。
- 中学時代に友人の家に行った際に初めてAVを視聴。性交そのものを気持ち悪いと思い、それ以来デビューするまで見たことがなかった。デビュー作では「高校以降はバスケットボール一筋となり、恋愛禁止だったため恋愛経験も浅く、初体験は大学1年生の時[79]でデビュー前の経験人数はその一人だけだった（サッカー部の先輩）。部活一色だったため制服の思い出もあまりなく、コスプレが多くできそうなこともデビューのきっかけの一つ」という逸話を語っている[76]が、2024年4月のインスタライブなどで、この逸話はデビュー時に身バレを防ぐための設定で、実際にやっていたのはバレーボールであることを明かしている（小学2年から高校3年まで[80]）[81]。バレーボール強豪校だったため、朝5時半に家を出て朝練、放課後練習のため夜11時に帰宅という生活を送っていた[80]。
- 自分の声は嫌いであったが、大学生の時にカラオケを評価されて以来好きになる[74]。この経験はのちの歌手活動につながっている。
- 復帰以前の作品はメーカーの意向によりサンプル視聴動画はなく、一部の現場スチール画像が非公開[82]であるなどパブリシティ限定女優であった。AVライターの東風克智は「作品以外の情報がまったくないというミステリアスぶり。サンプル動画すらないのに、それでいて恐るべき人気」と評している[83]。
- 一度、AV女優を引退した後は一般企業に勤めていたが[84]、AVほどやりがいを感じられず、また学生時代からずっと『何かを作り出したい』『自分の名前で勝負をしてみたい』という気持ちがあり、「AVは頑張れば頑張るほど良いものが作れそうだと感じたし、ここで自分を試してみたい」とAV女優復帰を決めた[8]。
- AVプロデューサーの智子Pは「顔、体、プレイとすべてがパーフェクトで企画にハメなくても、エロい[85]。何をしなくても作品が売れる」と評し、その要因を「あの美貌と長身なのに、意外と自分に自信がない。だから相手を満足させようと思って、それが結果的に超絶エロくなる」と解説した[85]。
- みうらじゅんは「このひとがアイドルグループの一人だと言われても何の違和感もない」「（過激なグラビアアイドルより河北のAVのほうが）よっぽど爽やか」[86]。リリー・フランキーは「AVの濡れ場になっても透明感というか、清潔感がある」と評した[86]。
- 豆腐は「木綿派」である。ShibuyaCross-FM『激刊！ふじ』内での質問に答えるなかで判明した[81]。

## 作品

### アダルトビデオ
河北彩花 名義
- 新人 NO.1 STYLE 河北彩花 AVデビュー（4月19日、エスワン）[87]
  - 未公開映像収録のプレミアムエディション！ディレクターズカット版 新人NO.1STYLE 河北彩花AVデビュー（2021年7月13日、エスワン）
- 快感! 初・体・験8 彩花のセックスたっぷりじっくり見せます3本番240分スペシャル（5月19日、エスワン）
  - 未公開映像収録のプレミアムエディション！ 快感！初・体・験8 彩花のセックスたっぷりじっくり見せます3本番240分スペシャル 河北彩花（2021年7月19日、エスワン）
- 彩花とハメまくりイチャイチャ同棲しようよ（6月19日、エスワン）
  - 未公開映像収録のプレミアムエディション！ディレクターズカット版 彩花とハメまくりイチャイチャ同棲しようよ 河北彩花（2021年7月25日、エスワン）
- 交わる体液、濃密セックス 完全ノーカットスペシャル（7月19日、エスワン）[88]
  - 未公開映像収録のプレミアムエディション！ 交わる体液、濃密セックス 完全ノーカットスペシャル 河北彩花（2021年7月26日、エスワン）
- 河北彩花のドキドキ風俗初体験 ご奉仕7回転フルコース（8月19日、エスワン）[89]
  - 未公開映像収録のプレミアムエディション！ディレクターズカット版 河北彩花のドキドキ風俗初体験 ご奉仕7回転フルコース（2021年8月2日、エスワン）
- 河北彩花 生涯初トランス性交 エビ反り・痙攣・大絶頂オーガズム180分スペシャル（9月19日、エスワン）[90]
  - 未公開映像収録のプレミアムエディション！ 河北彩花 生涯初トランス性交 エビ反り・痙攣・大絶頂オーガズム180分スペシャル（2021年8月2日、エスワン）

- 河北彩花初ベスト 全6タイトル8時間コンプリートBEST（3月19日、エスワン）[91]※総集編

- 河北彩花 Re:start！（7月19日、エスワン）
- 河北彩花 Re:Start！ 第2章 本気絶頂 3本番 4K超画質で大人になった彩花の恥ずかしい姿たっぷりじっくり見せますスペシャル（8月19日、エスワン）
- 河北彩花 Re:start！第3章 Deep Impact 彩花のディープKISS&DEEPフェラチオ（9月28日、エスワン）[92]
- Re:Start！ 第4章 河北彩花の’素’っぴんSEXドキュメント（10月26日、エスワン）[93]
- 河北彩花10変化 極上オナニーサポート（11月23日、エスワン）
- 年下の僕を狂わせる22歳の美人可愛い家庭教師（12月28日、エスワン）

- シン・交わる体液、濃密セックス 完全ノーカット5本番（1月25日、エスワン）
- 河北彩花がご奉仕してくれる最高級5つ星ソープランド（2月22日、エスワン）
- ▲セクシースイーツキャンペーンSpecial DVD！（3月2日、エスワン）[94]
- 1か月の禁欲を経て…本能のまま貪り、焦らされ、イキまくる。求愛オーガズム交尾（3月22日、エスワン）
- 彩花のフェラチオ顔射（4月26日、エスワン）[95]
- 10発射精しても、朝を迎えても、河北彩花にひたすら犯●れたい…（5月24日、エスワン）
- 4K撮影映像 完全主観オナニーサポート（6月28日、エスワン）
- 河北彩花の濃厚な唾液性交（7月26日、エスワン）
- 最愛の人と数年ぶりの再会…一緒に過ごせる僅か数時間は寝る間も惜しんでSEXがしたい。（8月23日、エスワン）
- 人生初 絶頂、その向こう側へ（9月27日、エスワン）
- 河北彩花 Re:start！ 1st BEST 12title 12hour（10月11日、エスワン）
- 「えっ！ここでするんですか？」 河北彩花に一ヶ月密着して隙あらばいきなり即ズボッ！ 前代未聞ドッキリAV大作戦（10月25日、エスワン）

- 出張先で軽蔑している中年セクハラ上司とまさかの相部屋に…朝まで続く絶倫性交に不覚にも感じてしまった私 河北彩花（1月24日、エスワン）
- あなたを虜にさせる最高峰メンズエステ 河北彩花（2月28日、エスワン）
- 大好きな中年おじさん…汗だくだくで…キスして…挿れて…イカせて… 河北彩花（3月28日、エスワン）
- 極上美女と湯けむりとセックスと 河北彩花（4月25日、エスワン）
- 密室、息がかかるほど至近距離でNTR（寝取）ってあげる 河北彩花（5月23日、エスワン）
- 身体中を駆け巡るキメセク（おかしくなっちゃう）という感覚と快感（6月27日、エスワン）
- 従順かつ性的な美麗Mペット（7月25日、エスワン）
- 河北彩花 完全限定生産 全50SEX 16時間スペシャル（8月8日、エスワン）
- 河北彩花が一般男性相手に本気出しちゃった！（8月22日、エスワン）
- 河北彩花の完全プライベートセックス全部撮った！ 圧倒的に支持される新時代トップ女優と朝まで2人きりの生々ハメ撮りFUCK（9月26日、エスワン）
- 人生初 男8人と10時間ぶっ通しノンストップ性交 河北彩花（10月24日、エスワン）
- 夜、ホテル、女上司と二人きり。相部屋逆NTR 河北彩花（11月28日、エスワン）
- 最高主観でコスプレ彩花に大量フェラチオ顔射（12月26日、エスワン）

- 盗撮 河北彩花（1月30日、エスワン）
- ナースコールはチ・ク・ビ・ナ・メのサイン 何度も射精させてくれる舐めずりペロペロ痴女ナース（2月27日、エスワン）
- 世界最高峰の愛人 河北彩花が骨の髄までご奉仕してくれる最高の3日間（3月26日、エスワン）
- 彼女の親友のAV女優、‘河北彩花’を一生分ハメ尽くした年末の奇跡（4月23日、エスワン）
- 1発の射精では満足できないくらい 官能的で貪欲なセックスをー。（5月28日、エスワン）
- 電車痴漢の虜になってしまった女教師（6月25日、エスワン）
- 「キス、してください…」 終電逃し会社の後輩宅に泊めてもらうと…宅飲みほろ酔いでキス魔となってあまりの魔力に抵抗できず彼女を裏切り朝まで濃厚ベロキス浮気。（7月23日、エスワン）
- 河北彩花の6年間 24時間（8月13日、エスワン）※単体ベスト

河北彩伽 名義
- 肉体はびくびく身悶え、体液だらだら垂れ流す、河北彩伽がケダモノ覚醒した強媚薬入りオイルマッサージ（8月27日、エスワン）
- 義父にレ●プされ駄目とわかっていても濡れてしまう清純妻（9月24日、エスワン）
- 教員生活27年で一番美人な教え子の甘い求愛に人生を棒にふりそうな俺 河北彩伽（10月22日、エスワン）
- エクスタシー・極 ありとあらゆる手を尽くして河北彩伽をイカセ倒す（11月26日、エスワン）
- S1 PRECIOUS GIRLS 2024 オールスター24名大集合ハーレムアイランドSpecial（12月10日、エスワン）[96][97]
- 生徒を魅了し沼らせる魔性の水泳部顧問 河北彩伽（12月24日、エスワン）

- エスワン20周年記念 AV業界史に残る最強タッグ作品 世界に誇る一流女優たちが極上ご奉仕してくれる 超S1級 ハーレム風俗フルコース（1月28日、エスワン）[98]
- 好き好き好き好き好きだ～い好き 河北彩伽が貴方のチ●ポ溺愛していつも最高射精のために全身全霊で尽くしてくれる恋人シコシコサポート（2月25日、エスワン）[99]
- 愛する人の前で犯される背徳感 社内にバレるかもしれないスリル 私が堕ちたオフィス内NTR性交 河北彩伽（3月25日、エスワン）
- エスワン20周年記念 AV業界史に残る最強タッグ作品 SUPER VVVIP 乱交 PARTY 舐めまくり 挿れまくり イキまくり 非日常で乱れまくる奇跡のドリーム大共演 河北彩伽 金松季歩 本郷愛 田野憂 小日向みゆう 兒玉七海 榊原萌 神楽ももか 五条恋（4月8日、エスワン）[100]
- 酔わされて輪姦されて 河北彩伽（4月22日、エスワン）
- 彩伽のテクで連続射精できたらご褒美SEXしませんか? 河北彩伽（5月27日、エスワン）
- 普段は物静かな文系の美女におち●ぽ調教されちゃう 河北彩伽（6月24日、エスワン）
- エスワン20周年記念 AV業界史に残る最強タッグ作品 たまったら射精しよう わたしたち おチ●ポテクニシャンです。 本郷愛 河北彩伽 金松季歩 miru 三田真鈴 七ツ森りり 浅野こころ 奥田咲 楓ふうあ 明日葉みつは（6月24日、エスワン）[101]

### アダルトVR
河北彩花 名義
- VR NO.1 STYLE 河北彩花 解禁（11月25日、エスワン）

- 河北彩花がキスでいっぱい癒してあげる（3月3日、エスワン）[102]
- 河北彩花が誘惑してくるドキドキ没入3シチュエーション（4月20日、エスワン）
- 河北彩花とVRで同棲しようよ!（6月12日、エスワン）
- アナタは寝てるだけ。河北彩花が迫ってくる天井特化3シチュエーション（9月3日、エスワン）
- 伝説の美少女‘河北彩花’がもてなすオール5つ星 超高級風俗マンションへようこそ（10月1日、エスワン）

- 河北彩花に優し～く見下ろされて小悪魔淫語・ベロキス・顔面舐め回し いっぱい弄ばれる（4月4日、エスワン）
- 河北彩花がじ～っくり見つめてくれる極上オナニーサポート 4シチュエーション（6月1日、エスワン）
- 河北彩花×ご奉仕ナース×全7シチュエーション 毎朝こっそり性処理してくれる最高の入院性活（6月14日、エスワン）
- 愛を語るより本気でイキたい…河北彩花がプライベートを曝け出す生々しい超没頭SEX（8月27日、エスワン）
- 河北彩花が癒し…励まし…甘やかし…褒めてくれる究極の全肯定VR（9月26日、エスワン）
- 至近距離！客観フェラ！VR初顔射！彩花のフェラチオ特化VR（11月15日、エスワン）

- 年下の僕を狂わせる美人で面倒見が良くてちょっぴりエッチな6つ上の家庭教師（2月26日、エスワン）

河北彩伽 名義
- 抜きナシ! お触り禁止! なのに通い詰めたら… 僕だけ特別 一線を超えるゼロ距離サービス 超絶品チャイナエステ 河北彩伽（9月8日、エスワン）

- 社内研修相部屋 逆NTR 陰キャな僕をグイグイ引っ張って褒めて勇気づけてくれる 美人シゴデキ同期と化学反応が起きるほど濃密に交わり合ったアノ夜 河北彩伽（2月18日、エスワン）
- 河北彩伽とデートして、手繋いで、告白されて…「一緒にいたい…おうち帰りたくないな」覚悟を決めて朝日が昇るまで一晩中愛し合った交際記念日（7月10日、エスワン）

### イメージビデオ
河北彩花 名義
- ALL NUDE 河北彩花（2022年1月25日、Aircontrol）
- 裸神 河北彩花（2022年12月27日、Aircontrol）[103]
- 姫様の休日 河北彩花（2024年1月30日、Aircontrol）

河北彩伽 名義
- 伽の花 河北彩伽（2024年12月24日、Aircontrol）

### 写真集
河北彩花 名義
- 河北彩花1st.写真集　SAIKA（2022年4月2日、彩文館出版、撮影：斉木弘吉）ISBN 978-4-7756-0648-3
- 河北彩花写真集『Love letter』（2023年2月14日、ジーオーティー、撮影：中山雅文）ISBN 978-4-8236-0417-1
- 河北彩花写真集『sweet pain』（2024年2月27日、ジーオーティー、撮影：福島裕二）[104] ISBN 978-4-8236-0610-6
- Cosplay Fetish Book 河北彩花（2024年4月5日、ジーオーティー、撮影：田村浩章）ISBN 978-4-8236-0607-6

河北彩伽 名義
- 河北彩伽写真集『うたかたの花』（2024年10月18日、ジーオーティー、撮影：桑島智輝）ISBN 978-4-8236-0750-9[105][106][107]

### デジタル写真集
河北彩花 名義
- いろどり（7月14日配信、FANZA BEAUTY COLLECTION）※FANZA限定配信。
- Count sheep【Nap】河北彩花（7月30日配信、ジーオーティー、撮影：羊肉るとん）
- Count sheep【Sleep（7月30日配信、ジーオーティー、撮影：羊肉るとん）

- ＃Escape 河北彩花（1月21日配信、ジーオーティー、撮影：manimanium）
- セクシースイーツキャンペーン2022オリジナルフォトブック（2月7日配信、FANZA BEAUTY COLLECTION）※FANZA限定配信。
- 河北彩花 昭和レトロラブホで抱いてくれたらいいのに（3月4日配信、小学館、撮影：塩原洋）[108]
- AV最高峰 S級GIRLS GROUP エスワンキャンペーン No.1 Photo Book アイドル版（5月27日配信、FANZA BEAUTY COLLECTION、撮影：小林弘輔）※S1 NO.1 STYLE専属女優27名の撮り下ろし写真を収録。FANZA限定配信。
- AV最高峰 S級GIRLS GROUP エスワンキャンペーン No.1 Photo Book S級版（6月10日配信、FANZA BEAUTY COLLECTION、撮影：小林弘輔）※S1 NO.1 STYLE専属女優27名の撮り下ろし写真を収録。FANZA限定配信。
- とられち 河北彩花（7月15日配信、TranceRetinal、撮影：コハラタケル）
- ＃バケショ（7月28日配信、FANZA BEAUTY COLLECTION）※FANZA『オトナのサマーキャンペーン2022』キャンペーンガール5名の撮り下ろし写真を収録。FANZA限定配信。

- 河北彩花写真集「So in Love」（5月12日配信、日本ジャーナル出版、撮影：山口勝己）
- S1キャンペーン2023 No.1 Photo Book アイドル版（5月12日配信、FANZA BEAUTY COLLECTION、撮影：小林弘輔）※S1 NO.1 STYLE専属女優30名の撮り下ろし写真を収録。FANZA限定配信。
- S1キャンペーン2023 No.1 Photo Book S級版（6月1日配信、FANZA BEAUTY COLLECTION、撮影：小林弘輔）※S1 NO.1 STYLE専属女優30名の撮り下ろし写真を収録。FANZA限定配信。
- 河北彩花 Beautiful Saika（8月8日配信、徳間書店、撮影：鈴木ゴータ）
- FLASHデジタル写真集R 河北彩花 オシャかわきた（11月14日配信、光文社、撮影：木村哲夫）
- 河北彩花 官能的午睡 FRIDAYデジタル写真集（12月1日配信、講談社、撮影：福島裕二）
- 河北彩花 DANCE FRIDAYデジタル写真集（12月1日配信、講談社、撮影：福島裕二）
- 河北彩花 Romantic Saika（12月22日配信、徳間書店、撮影：鈴木ゴータ）

- FANZA5th SPECIAL PHOTO BOOK（3月8日配信、FANZA BEAUTY COLLECTION）※FANZA『FANZA5周年キャンペーン』キャンペーンガール6名によるオリジナルフォトブック。FANZA限定配信。

河北彩伽 名義
- 河北彩伽 My Love 週刊ポストデジタル写真集（4月1日配信、小学館、撮影：岡本武志）[109]
- GW大感謝祭2024 Special Photo Book（4月26日配信、FANZA BEAUTY COLLECTION）※FANZA『GW大感謝祭2024』キャンペーンガール5名によるオリジナルフォトブック。FANZA限定配信。
- 河北彩伽 my heart is yours FRIDAYデジタル写真集（8月2日配信、講談社、撮影：篠原潔）
- S1キャンペーン〜20th anniversary〜 No.1 Photo Book 2024（11月12日配信、FANZA BEAUTY COLLECTION）※「S1 NO.1 STYLE」9名の撮り下ろし写真を収録。FANZA限定配信。

- 河北彩伽 果てまで連れてって（1月4日配信、小学館、撮影：西田幸樹）[110]
- アナタだけに 河北彩伽デジタル写真集（1月24日配信、双葉社、撮影：吉田裕之）[111]
- ＃LadyMary 河北彩伽（1月31日配信、ジーオーティー、撮影：manimanium）
- 最高の彼女 河北彩伽デジタル写真集（1月31日配信、双葉社、撮影：吉田裕之）[112]
- ボクだけの果実 河北彩伽デジタル写真集（4月14日配信、双葉社、撮影：吉田裕之）[113]
- S1 COLLECTION vol.1（4月22日配信、a-list photo anthology）※「S1 NO.1 STYLE」専属女優15名によるオムニバス作品。
- 河北彩伽写真集『うたかたの花』増ページ【デジタル特装版】（5月1日、ジーオーティー、撮影：桑島智輝）※紙書籍版を再編集のうえ、未公開カットを追加した電子書籍限定版。
- S1 COLLECTION vol.2（5月30日、a-list photo anthology）※「S1 NO.1 STYLE」専属女優8名によるオムニバス作品。
- S1 COLLECTION vol.3（6月30日、a-list photo anthology）※「S1 NO.1 STYLE」専属女優8名によるオムニバス作品。

### 音楽作品
萌名 名義
- ずっと一緒に（2025年2月12日配信、FROG MUSIC）

## 製品

### トレーディングカード
- AVC ジューシーハニーコレクションカード PLUS #15 三上悠亜 楪カレン 希島あいり 河北彩花（2022年8月27日、株式会社ミント）
- Girl’s Party Collection ～THE FAN♡FUN TRUMP～（2023年8月9日、Girl‘s Party Collection）
- Girl’s Party Collection ～THE FAN♡FUN TRUMP～ 第6弾（2024年2月29日、Girl‘s Party Collection）
- AVC ジューシーハニー THE DELUXE 2024 神木麗 河北彩伽 水卜さくら 楓ふうあ（2024年7月27日、株式会社ハバロッサ）

### カレンダー
- 河北彩花 2023年カレンダー（2022年10月8日、ハゴロモ）
- 卓上 河北彩花 2023年カレンダー（2022年10月8日、ハゴロモ）
- 河北彩花 2024年カレンダー（2023年12月11日、ハゴロモ）
- 卓上 河北彩花 2024年カレンダー（2023年12月11日、ハゴロモ）
- 河北彩伽 2025年カレンダー（2024年11月9日、トライエックス）
- 卓上 河北彩伽 2025年カレンダー（2024年11月9日、トライエックス）

### アダルトグッズ
オナホール
- JAPANESE REAL HOLE 生 河北彩花（2022年1月24日、EXE）

## 出演

### テレビ
- もう!バカリズムさんの超H! #35（2022年8月1日、フジテレビONE）
- 月ともぐら（2023年8月18日 - 9月15日 、テレビ東京）
- 東京愛情動作故事 東京アンダーヘア（2023年8月19日、9月16日、myTV SUPER） - 河北彩花 役[114]
- じっくり聞いタロウ（2024年2月8日、テレビ東京）[115]
- オールナイトフジコ（2024年4月20日・27日、フジテレビ）
- ももの唄（2025年9月14日 - 9月28日予定、TOKYO MX） - 海野ひろ子 役[116]

### ラジオ
- ねむチキ（2022年3月20日・27日・2024年5月26日・6月2日、TBSラジオ）
- TREND WAVE（2025年5月3日 - 、FM FUJI）

### ネットラジオ
- 河北彩伽のFairy Flower♡（2024年5月31日 - 11月17日、ラジオクロニクル）
- 激刊!ふじ（2024年6月18日、渋谷クロスFM）[81]

### WEB配信
- カチコチTV（2022年4月15日、4月22日 、6月10日 、6月17日　FANZA見放題chライト）
- そい見ちゃん（2022年6月10日、FANZA見放題chライト）

### ゲーム
- 異世界帰りの僕と、失われた恋（2025年5月1日、Steam、第四の壁[117]） - 青山乃愛 役[118]

### 音楽イベント
- LADY MADONNA ～春、桜の花芯満開～（2024年3月28日、東京・青山RizM）[119]

### WEB掲載記事
- fempass掲載記事
- COVER MODEL Vol.8 河北彩花（2021年7月1日）
- 河北彩花がイラストに 幻想的な彩りで描かれたかわいすぎる作品（2022年2月23日）
- セクシー女優 河北彩花「気持ちいい選択を」前向きな明日の作り方（2022年8月13日）
- COVER MODEL Vol.34　河北彩花「ファンのみなさんのために、常に新しい自分になりたい」（2023年9月1日）
- スマホの中身を覗き見！【河北彩花編】（2023年11月16日）
- #古着女子 vol.6 河北彩伽【前編】（2024年4月9日）
- #古着女子 vol.6 河北彩伽【後編】（2024年4月24日）
- #古着女子 vol.6 河北彩伽【CaNARi編】（2024年5月9日）
- COVER MODEL Vol.46　河北彩伽「意外性のある新たな女優像を築ける存在になりたい」（2024年9月1日）
- Make me UP! Vol.6 河北彩伽（2024年10月15日）
- とられち 河北彩伽（2024年12月10日）

- Sweet掲載記事
- 【河北彩花の夜のお悩み相談室vol.1】（2023年12月25日-2024年6月29日、全6回）
- ＜河北彩伽インタビュー＞FANZA人気女優の美の秘訣とは？意外な過去も「今より20kgも体重が…」 - モデルプレス（2024年3月21日）
- KAI-YOU掲載記事
- セクシー女優 河北彩花「気持ちいい選択を」前向きな明日の作り方(2022年1月12日)
- FANZAニュース掲載記事
- 3年ぶりの電撃復帰！おかえり僕らの河北彩花インタビュー（前編）（2022年3月15日）
- 撮影で男性を攻められずに大泣き⁉︎　河北彩花インタビュー（後編）（2022年3月27日）
- 大好評企画！「#食べ写」！河北彩花ちゃんの昔のエピソードや食生活について聞いちゃいました！（2022年3月24日）
- エスワン専属、河北彩花ちゃんの私服と持ち物をご紹介🎵大好評のS1企画「#わたしのなかみ」（2022年4月7日）
- 河北彩花ちゃんのエスワン新企画 #食べ写 をもっと楽しめる！可愛いアザーカットオフショット厳選放出！（2022年4月14日）
- 【三上悠亜×河北彩花】悠亜ちゃんの新たな門出をお祝い！引退PV撮影現場で河北彩花ちゃんに聞きました！！（2023年7月18日）

### CM
- ハーレムオブトーキョー「ゲーム内に登場するSSR恋人「河北彩花」が手に入るコラボレーションキャンペーン」（2023年6月‐夏頃予定、DMM GAMES専用ゲーム、EXNOA）[120]
- 彩伽（アークレコード，2024年10月）